# Heriberto Cairo
Heriberto Cairo Carou (Piedrafita, Lugo, 1958) es un politólogo y latinoamericanista español que investiga sobre geografía política, relaciones internacionales y cuestiones de seguridad y defensa.
Cairo Carou se doctoró en Ciencias Políticas y Sociología y es catedrático. Entre 2010 y 2018 fue decano de la Facultad de Ciencias Políticas y Sociología de la Universidad Complutense de Madrid.
Su libro Malvinas: La construcción social del conflicto territorial argentino-británico sirvió como referencia para la ley aprobada en el Congreso Argentino sobre la pensión vitalicia para los ex-combatientes argentinos en la guerra de las Malvinas.

## Obras

### Libros
- La construcción social del conflicto territorial argentino-britanico: Una aproximación geopolótica critica. Novo Século, 1995. ISBN 978-8487777417
- Democracia digital limites y oportunidades. Trotta Editorial, 2002. ISBN 978-8481645491
- Con Paula Godinho, Xerardo Pereiro. Portugal e Espanha: entre discursos de centro e práticas de fronteira. Universidade Nova de Lisboa/Edições Colibri, 2009. ISBN 978-972-772-956-2 Sinopsis

### Artículos en revistas
- Artículos de Heriberto Cairo Carou (enlace roto disponible en Internet Archive; véase el historial, la primera versión y la última). en la base de datos de artículos de revistas de la Biblioteca de la Universidad Complutense de Madrid.
- Artículos de Heriberto Cairo Carou en el Dialnet (Universidad de La Rioja).
- Artículos de Heriberto Cairo Carou (enlace roto disponible en Internet Archive; véase el historial, la primera versión y la última). en la Red de Revistas Científicas de América Latina y el Caribe, España y Portugal (REDALYC).

| Predecesor: Francisco Aldecoa Luzárraga | Decano de la Facultad de Ciencias Políticas y Sociología de la Universidad Complutense de Madrid 2010-2018 | Sucesora: María Esther del Campo García |